# Dimitrije Davidović
Dimitrije Davidović vagy magyarosan Davidovics Demeter (Zimony, 1789. október 12. – Szendrő, 1838. március 25.) a szerb fejedelem első titkára.

## Élete
Tanult a karlócai gimnáziumban; azután bölcselet- és orvostanhallgató volt a pesti egyetemen 1808–1812-ig. Később Bécsbe ment, ahol minden idejét a szerb nemzeti irodalomnak szentelte és több évig kiadta a szerb hírlapot 1813–1816-ig Dimitrije Frušić-csal, azután 1817-ig maga egyedül; egyúttal a saját munkái és másokéinak kiadását eszközölte. Hogy saját szerb nyomdát állíthasson föl, a könyvnyomtatást is megtanulta. Miután vállalatai gazdászatilag nem a legjobban sikerültek, 1823-ban elhagyta Bécset és Szerbiába ment, ahol Kragujevacon egy irodában nyert alkalmazást. 1826-tól Obrenovics Mikos szerb fejedelemnek első titkára volt és különösen a külföldi ügyekkel foglalkozott. Az ország és a fejedelem érdekében többször utazott Konstantinápolyba. Beszélt szerbül, oroszul, németül, franciául és latinul. Ő alapította Szerbiában 1832-ben az első nyomdát Kragujevacon, a fejedelem akkori székhelyén és 1834-ben jelent meg ott az első hírlap, a Srpske novine, Davidović szerkesztésében, ez egyszersmind hivatalos közlöny is volt. 1835-ben a fejedelmi székhely Belgrád lett és a nyomda is oda költözött át, a hírlap is ott jelent meg azután.

## Munkái
- Nastawlenije k blagonrawiju. Buda, 1812. (Buzdítás az erkölcsösségre, Eisenmann munkájának fordítása.)
- Zabavnik. Buda, 1818–21. (Almanach, melynek 1815–17. évfolyamai Bécsben jelentek meg.)

Munkáit, melyeket Schafarik fölsorol, szerb nyelven írta és a fenti kettő kivételével külföldön jelentek meg.